# Tabea Schendekehl
Tabea Schendekehl, née le 29 novembre 1998, est une rameuse allemande, médaillée de bronze aux Jeux de 2024.

## Carrière
Elle fait ses études à l'université de Washington, où elle fait partie de l'équipe d'aviron qui remporte deux fois le championnat NCAA. Elle étudie en 2024 à l'université Humboldt de Berlin.
Lors des championnats d'Allemagne juniors 2016 à Hambourg, elle remporte une médaille d'argent et une médaille de bronze.
En juillet 2024, en tant que membre du bateau de quatre de couple allemand, elle remporte la médaille de bronze des Jeux olympiques,.

### Vie personnelle
Elle souffre de troubles anxio-dépressifs, qui l'ont presque conduite à renoncer à son sport, deux ans avant les jeux olympiques de 2024. Elle a depuis été diagnostiquée et traitée, et va beaucoup mieux.
Tabea Schendekehl est pansexuelle,. Elle est d'ailleurs l'une des premières athlète ouvertement pansexuelle à gagner une médaille olympique.

## Palmarès

### Jeux olympiques
- Jeux olympiques d'été de 2024 à Paris :
  -  médaille de bronze en quatre de couple